# Хилл, Тим
Тимоти «Тим» Хилл (англ. Timothy «Tim» Hill) — американский режиссёр и сценарист. Известен фильмами «Гарфилд 2», «Элвин и бурундуки», «Бунт ушастых» и «Губка Боб в бегах», а также по работе над мультсериалами «Губка Боб Квадратные Штаны» и «КаБлам!».

## Карьера
Тим Хилл начал карьеру сценариста в 1991 году в детском игровом шоу «Make the Grade». После него участвовал как сценарист и режиссёр в сериалах «Новая жизнь Рокко», «Выход 57» и мульт-скетче «КаБлам!» — «Боевая команда, вперёд!».
Хилл также помог своим коллегам по «Новой жизни Рокко» в разработке мультсериала «Губка Боб Квадратные Штаны» — Стивену Хилленбергу, Дереку Драймону и Нику Дженнингсу. Сам Хилл принял участие в сценарии первых нескольких серий и ему была предложена роль главного сценариста, но решил не оставаться в проекте и уйти в режиссуру семейных фильмов. Тем не менее, Хилл временно вернулся в мультсериал в 4 сезон, где был главным сценаристом со Стивеном Бэнксом, после завершения работ над фильмом «Губка Боб Квадратные Штаны».
Хилл срежиссировал такие фильмы, как «Маппет-шоу из космоса», «Возмездие Макса Кибла», а также фильмы с совмещением игры живых актёров и компьютерной анимации — «Гарфилд 2», «Элвин и бурундуки» и «Бунт ушастых». Позже в 2018 году Хилл взял на себя роль режиссёра и сценариста фильма «Губка Боб в бегах», после ухода Пола Тиббита с этих должностей.

### Личная жизнь
Тим Хилл женат на актрисе Веронике Алисино с 1997 года. Также является племянником режиссёра Джорджа Роя Хилла; до своей карьеры в качестве режиссёра и сценариста Тим был ассистентом продюсера в нескольких фильма своего дяди.
В свободное время Хилл занимается музыкой, в частности игрой на пианино и гитаре, рисованием, чтением книг про космос.

## Фильмография

### Фильмы
| Год  | Название                        | Примечания                                                   |
| ---- | ------------------------------- | ------------------------------------------------------------ |
| 1982 | Мир по Гарпу                    | Ассистент продюсера                                          |
| 1988 | Забавная ферма                  | Ассистент продюсера                                          |
| 1999 | Маппет-шоу из космоса           | Режиссёр                                                     |
| 2001 | Возмездие Макса Кибла           | Режиссёр Автор песни «MacGoogle theme song»                  |
| 2004 | Губка Боб Квадратные Штаны      | Сценарист Художник раскадровки Главный сценарист Автор песен |
| 2006 | Гарфилд 2                       | Режиссёр                                                     |
| 2007 | Элвин и бурундуки               | Режиссёр                                                     |
| 2011 | Бунт ушастых                    | Режиссёр                                                     |
| 2014 | Худшее Рождество Сердитой кошки | Режиссёр Сценарист                                           |
| 2017 | Michael Jackson's Halloween     | Сценарист                                                    |
| 2020 | Губка Боб в бегах               | Режиссёр Сценарист Автор песен Озвучивание рассказчика       |
| 2020 | Дедушка НЕлёгкого поведения     | Режиссёр                                                     |

### Телевидение
| Годы                 | Название                   | Примечания                                                                              |
| -------------------- | -------------------------- | --------------------------------------------------------------------------------------- |
| 1991                 | Make the Grade             | Сценарист                                                                               |
| 1991—1993            | Welcome Freshmen           | Сценарист Режиссёр Исполнительный продюсер                                              |
| 1993—1996            | Новая жизнь Рокко          | Сценарист Главный сценарист                                                             |
| 1995                 | Выход 57                   | Режиссёр                                                                                |
| 1996—2000            | КаБлам!                    | Режиссёр Сценарист Продюсер                                                             |
| 1996—2000; 2001—2002 | Боевая команда, вперёд!    | Режиссёр Сценарист Продюсер                                                             |
| 1999; 2005—2007      | Губка Боб Квадратные Штаны | Разработчик Сценарист (1999; 2005—2007) Сопродюсер (1999) Главный сценарист (2005—2007) |
| 2000                 | The War Next Door          | Сценарист                                                                               |
| 2001—2002            | 100 подвигов Эдди Макдауда | Сценарист Главный продюсер                                                              |
| 2003—2006            | Акула Кенни                | Сценарист                                                                               |
| 2004                 | Whoopi's Littleburg        | Режиссёр                                                                                |